# لوچی سوتو
لوچی سوتو (اسپانیایی: Luchy Soto‎؛ ۲۱ فوریه ۱۹۱۹ – ۵ اکتبر ۱۹۷۰) بازیگر اهل اسپانیا بود.
از فیلم‌ها یا برنامه‌های تلویزیونی که وی در آن نقش داشته است، می‌توان به قصه‌های تلویزیون اشاره کرد.